# 神奈川県立湯河原高等学校
神奈川県立湯河原高等学校（かながわけんりつ ゆがわらこうとうがっこう）は、かつて神奈川県足柄下郡湯河原町吉浜にあった県立高等学校。
略称は「湯高」、文化祭は「ゆこう祭」といった。校章は3枚の椿の葉に高の文字。

## 概要
相模湾に面した海沿いに立地する。これを活かし、井戸によって海水をくみ上げ、大型水槽や調査・分析機器を擁する海洋科学教室を設置している。2005年にはビーチバレーの全国大会で男子準優勝の成績を残している。
2008年4月に神奈川県立小田原城東高等学校と統合・再編され、閉校となった（神奈川県立小田原総合ビジネス高等学校が開校）。これにより足柄下郡（湯河原町、真鶴町、箱根町）からは公立高校が無くなった。
尚、高等学校の敷地・校舎には湯河原町立湯河原中学校が移転している。

## 沿革
- 1980年（昭和55年）4月1日 - 神奈川県立湯河原高等学校として開校。
- 2008年（平成20年）3月31日 - 閉校。

## 交通
- JR東海道線湯河原駅 徒歩15分。

## 著名な出身者
- 松田直樹（プロボクサー、WBC世界フェザー級タイトル挑戦者決定戦出場者）